# Lea Lublin
Lea Lublin (1929, Breszc, Polònia- 1999, París, França) fou una artista polonesa.
Va estudiar a la Universitat de París, on també es va exercir com a docent a partir de 1977. Entre 1984 i 1985 va obtenir una beca de la Fundació Solomon R. Guggenheim. Va morir a París el 1999. Les seves restes van ser sepultades en el Cementiri de Père-Lachaise.

## Trajectòria artística
L'any 1931 la família de Lea Lublin va emigrar a Buenos Aires, Argentina, i a partir de 1968 Lubin va viure entre França i l'Amèrica del Sud. Quan va entrar en contacte amb l'anomenat Centro de Artes Visuales, dedicat a la investigació i difusió de l'art argentí experimental i avantguardista, Lublin va trencar amb la pintura i va començar a treballar amb l'art de la performance i les instal·lacions. L'any 1968 va presentar la seva obra radical Mon fils (El meu fill) al Musée d'Art Moderne de París: es va endur el seu fill de set mesos al museu amb la intenció de compartir amb els visitants la seva vida quotidiana. Lublin va ser membre del col·lectiu feminista Femmes / Art (1976-1980), amb el qual va representar la performance Dissolution dans l'eau. Pont Marie, 17 heures (Dissolució a l'aigua. Pont Marie, 17 hores) l'any 1978 en ocasió d'un taller d'un dia de durada de l'artista Françoise Janicot. Durant la representació, plantejava preguntes retòriques misògines com ara: «La dona és un objecte sexual?», «La dona és un ésser inferior?» o bé «La dona és una propietat privada?», totes elles escrites en una pancarta que s'anava enfonsant al Sena.